# Krossundholmen
Krossundholmen est une île norvégienne du Lillesand dans le comté d'Agder appartenant administrativement à Brekkestø.

## Description
Rocheuse et pratiquement désertique, elle s'étend sur environ 178 m de longueur pour une largeur approximative de 84 m.